# Salé (profeta)
Salé (em árabe: صالح; romaniz.: Saleh) é considerado um profeta no Alcorão. Segundo a tradição islâmica, Salé nasceu nove gerações após Noé e o dilúvio. Viveu em uma região entre a Palestina e o Hijaz, provavelmente na antiga cidade de Petra, na atual Jordânia. As pessoas da tribo Tamude viviam em casas talhadas na rocha e esculpiam estátuas em pedra que idolatravam. Salé tentou alertar essas pessoas para que retornassem a Deus, mas não o escutaram. Eles eventualmente provocaram Deus pelo facto de terem morto dois animais em vez de os terem alimentado, indo contra as palavras de Salé. Sendo assim, Deus ordenou que Salé desistisse de recuperar essas pessoas e que as deixasse; após isso um forte terremoto matou os incrédulos. Esta personagem é semelhante ao bíblico Chela, embora existam diferentes versões na Torá e na Septuaginta em torno da geração a qual ele pertencia.